# بالسالازيد
بالسالازيد (بالإنجليزية: Balsalazide)‏ هو دواء يُستعمل في علاج:
- التهاب القولون التقرحي (منذ 18 يوليو 2000)[6]

## دوره
يلعب هذا الدواء دورًا في علاج الأمراض كونه:
- مثبط الليبوأكسيجيناز
- مضادات التهاب لاستيرويدية